# E. Donnall Thomas
Edward Donnall Thomas (15. marts 1920, Mart, McLellan County, Texas - 20. oktober 2012, Seattle) var en amerikansk fysiker og modtager af Nobelprisen i fysiologi eller medicin i 1990 sammen med Joseph Murray for opdagelsen af organ- og celletransplantation i behandling af menneskesygdomme.